# Санта-Клара-де-Лореду
Санта-Клара-де-Лореду (порт. Santa Clara de Louredo; МФА: [ˈsɐ̃.tɐ ˈkɫa.ɾɐ dɨ ɫo.ˈɾe.du]) — парафія в Португалії, у муніципалітеті Бежа. Розташована в південній частині країни, на теренах історичної португальської провінції Алентежу. Входить до складу округу Бежа. За адміністративним поділом, чинним до 1976 року, терени парафії були складовою провінції Нижнє Алентежу. Належить до Безької діоцезії Католицької церкви. Патрон — Клара Ассіська. Площа — 71,8848 км². Населення — 864 ос. (2011). Слабо урбанізований регіон. Густота населення — 12,02 осіб/км²
. Код — 020510.

## Населення
| Кількість мешканців | Кількість мешканців | Кількість мешканців | Кількість мешканців | Кількість мешканців | Кількість мешканців | Кількість мешканців | Кількість мешканців | Кількість мешканців | Кількість мешканців | Кількість мешканців | Кількість мешканців | Кількість мешканців | Кількість мешканців | Кількість мешканців |
| ------------------- | ------------------- | ------------------- | ------------------- | ------------------- | ------------------- | ------------------- | ------------------- | ------------------- | ------------------- | ------------------- | ------------------- | ------------------- | ------------------- | ------------------- |
| 1864                | 1878                | 1890                | 1900                | 1911                | 1920                | 1930                | 1940                | 1950                | 1960                | 1970                | 1981                | 1991                | 2001                | 2011                |
| 650                 | 780                 | 880                 | 800                 | 1 038               | 916                 | 1 125               | 1 216               | 1 165               | 1 189               | 1 023               | 931                 | 884                 | 960                 | 864                 |